# Мужская сборная Словакии по софтболу
Мужская национальная сборная Словакии по софтболу — представляет Словакию на международных софтбольных соревнованиях. Управляющей организацией является Ассоциация софтбола Словакии (словац. Slovenská softballová asociácia, англ. Slovakia Softball Association).

## Результаты выступлений

### Чемпионаты Европы
| Год       | Победы         | Поражения      | Место          |
| --------- | -------------- | -------------- | -------------- |
| 1993      |                |                | 4              |
| 1995      |                |                | 4              |
| 1997—2001 | не участвовали | не участвовали | не участвовали |
| 2003      |                |                | 6              |
| 2005      |                |                | 5              |
| 2007      |                |                | 5              |
| 2008      |                |                | 8              |
| 2010      |                |                | 8              |
| 2012—2016 | не участвовали | не участвовали | не участвовали |
| 2018      | 1              | 6              | 10             |
| 2021      | 3              | 7              | 7              |